# Thomas Trautenberger

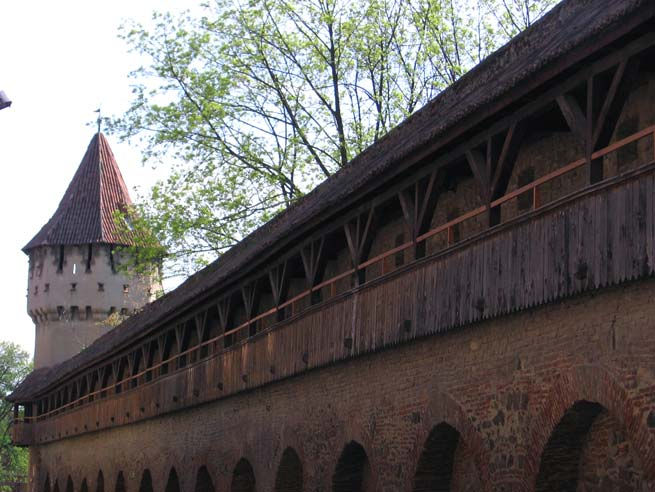
Sibiu, Wehrgang der Stadtmauer

Thomas Trautenberger (geb. 1396 oder 1398; gest. nach 16. August 1447) war ein deutscher Politiker und Bürgermeister. Er war 1423 Vizemagister, 1431–1432 Königsrichter und Bürgermeister sowie 1440–1441 und 1446–1447 Bürgermeister der Siebenbürger Sachsenstadt Hermannstadt, heute in Rumänien liegend Sibiu genannt. Er wird 1432 in Regesten „Magister Civium“ genannt.

## Leben
Thomas Trautenberger entstammt einer deutschstämmigen Bürgerfamilie in Siebenbürgen. So wird schon 1349 ein Königsrichter Anton Trautenberger in Urkunden genannt. Er selbst wird 1432 als „Magister Civium“ genannt, Bürgermeister von Hermannstadt. In seiner Amtszeit wurden Denare mit zwei liegend gekippten T  – vermutlich für T(homas) T(rautenberger) – in seiner Funktion als Münzkammergraf geprägt. Sein älterer Bruder, Antonius Trautenberger, ein Kriegsherr, wird als „Judex Regius“ aufgeführt. Die Stadt war durch ihre Zentrallage zum Handelszentrum geworden, immer war sie ein strittiges strategisches Objekt. 1241 wurde sie im Mongolensturm erobert. Die Türken unter Sultan Amurat belagerten die Stadt 1432 und griffen sie dann an. Die Einnahme scheiterte am Opfermut der wehrhaften Siebenbürger Bevölkerung.

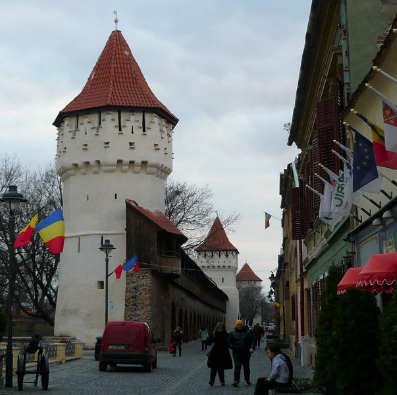
Verteidigungstürme der Stadtmauer

Danach wurden die Verteidigungsanlagen ausgebaut. Unter dem Bürgermeister Thomas Trautenberger wurden drei befestigte Ringe um die Stadt herum mit 39 Verteidigungstürmen erbaut. 1438 lagerten die türkischen Truppen wiederholt vor den Stadttoren. Ihr leidiger Abzug war wieder mit einer Verheerung der umliegenden Ortschaften verbunden. Danach wurden um die Mauern der Stadt Teiche und kanalisierte Wasserhindernisse gegraben. Diese Schikanen hatten den Zweck, die Angreifer in Schussnähe der Mauern zu führen. Ostern 1442 griffen die Türken unter Mezeth Beg mit einer Übermacht an Truppen in der Stärke von 15.000 Mann Hermannstadt an. Diese Schlacht wurde durch die in Untermacht, aber im Rücken der Türken kämpfenden Weißenburger Truppen des walachischen Woiwoden Johann Korbin begonnen. Durch Ausfälle des Kerzer Abtes Johannes von Bornequel und der sächsischen Heerbanne aus der Stadt heraus wankte das Türkische Heer. Eine List, die Gefangenen im Türkenlager mit Waffen auszurüsten und sie gegen ihre Peiniger einzusetzen, gelang den Siebenbürgern. Das Türkenheer verlor diese Schlacht trotz seiner Übermacht, ihr Heerführer Mezeth Beg verlor im Kampf sein Leben. Von den Mauern der Stadt beobachtete und führte der Bürgermeister Thomas Trautenberger die siegreiche Schlacht gegen die türkischen Invasoren mit Flaggenzeichen. Papst Eugen der IV. bezeichnete die Stadt Hermannstadt als Mauer und Schild der Christenheit.
Der Nimbus um Thomas Trautenberger wurde von deutschen Nationalsozialisten benutzt, sie benannten eine Reichsarbeitsdienst-Einheit in Sprottischwaldau, RAD Abt. 7/105, die an der Sprottebruchentwässerung beteiligt war, mit seinem Namen.